# Xã Pulaski, Quận Morrison, Minnesota
Xã Pulaski (tiếng Anh: Pulaski Township) là một xã thuộc quận Morrison, tiểu bang Minnesota, Hoa Kỳ. Năm 2010, dân số của xã này là 300 người.